# Jeffrey Hammond-Hammond
Jeffrey Hammond-Hammond (ur. 30 lipca 1946 jako Jeffrey Hammond) – basista brytyjskiej grupy Jethro Tull w latach 1971–1975.
Po odkryciu, że nazwisko panieńskie jego matki jest identyczne z nazwiskiem ojca, dla żartu zaczął używać nazwiska Hammond-Hammond.
Zagrał na albumach: Aqualung, Thick as a Brick, Living in the Past, War Child i Minstrel in the Gallery. Wyróżniał się oryginalnymi kostiumami scenicznymi. Po 1975 roku porzucił muzykę, spalił swój kostium i poświęcił się swojej największej pasji czyli malarstwu.